# الکتروفورز جنبشی مویین
الکتروفورز جنبشی مویین (به انگلیسی: Kinetic capillary electrophoresis) یا به اختصار کی.سی. ای (KCE) به عمل الکتروفورز مویینی گفته می‌شود که در حین عمل الکتروفورز، مولکول‌ها با یکدیگر برخورد نیز دارند. نخستین بار روش کی.سی. ای توسط استاد سرگی کریلوف و گروه پژوهشی وی در دانشگاه یورک در تورنتو کانادا معرفی شد. الکتروفورز جنبشی مویین بیان‌گر طرحی مفهومی برای توسعه روش‌های همگن آفنیته شیمیایی در مطالعه برهم‌کنش‌های شیمیایی (محاسبات مربوط به پیوندهای مولکولی و ثابت‌های سینماتیکی و سرعت واکنش‌ها) و آفنیته خالص‌سازی (خالص‌سازی مولکول‌های شناخته شده و تلاش برای یافتن ساختارها مولکول‌های ناشناخته) است. تا کنون روش‌های کی.سی. ای گوناگونی با توجه به انواع شرایط اولیه و شرایط مرزی طراحی شده‌است؛ روش‌هایی که در آن‌ها مولکول‌های در حال برهم‌کنش به مجاری مویین وارد یا از آن خارج می‌شوند. اکثر روش‌های کی.سی. ای در این سه بخش قابل بخش‌بندی هستند: ۱) جریان الکتروفورز مویین در شرایط غیرتعادلی درون مخلوطی به تعادل رسیده وارد شده‌است (NECEEM)، ۲) الکتروفورز مویین فراگیر (SweepCE) و ۳) الکتروفورز مویین جنبشی در رژیم جریانی پلاگ-پلاگ (ppKCE).